# マモン
マモン (Mammon) は、新約聖書に現れる、富を意味するとされる言葉である。また、旧約聖書と新約聖書の間の中間時代の後期ユダヤ教のラビ文献において、不正な財を指して用いられたアラム語の語彙である。キリスト教文化圏においては、物質的「富」または「貪欲」（カトリック教会では七つの罪源のひとつ）を指し、擬人化されて神格として扱われ、地獄の七大君主の一人とされることもある。時には金貨をばらまく悪魔の姿で表象される。一般にマモンと表記されることが多いが、平井正穂訳『失楽園』ではマンモン、繁野天来『失樂園物語』ではマムモンと表記されている。ドイツ語ではマンモンと発音されるが、現代英語では mammon の mm は単子音として発音される。

「マモン崇拝」（イーヴリン・ド・モーガンの絵画、1909年）

## 語源
原義は不明であり、諸説あるが、一説には「人の信頼するもの」の意ともいう。通説では、富や金銭の意と解され、後期ラテン語の mammon 〔マンモーン〕、ギリシア語の μαμμωνάς 〔マンモーナス〕 または μαμωνάς 〔マモーナス〕 、シリア語の mámóna （富）、アラム語の mamon （富）に由来しており、金銭、富、または財産を意味するミシュナー・ヘブライ語 'ממון (mmôn) からの借用語であるとされる。
マモンを指すギリシア語 μαμμωνάς は新約聖書の「山上の垂訓」（マタイ）と「不正な管理人のたとえ」（ルカ16:9–13）に出てくる語である。欽定訳では意訳せずに訳語を mammon としており、ジョン・ウィクリフ訳聖書では意訳して〔富を意味する中英語の〕 richessis という語を用いている。
キリスト教では、〈マモン〉という名は不正な富を表わす言葉となり、新約聖書における偽りの神として擬人化された。その名は貪欲を指す言葉としても用いられる。
改訂標準訳聖書は、「マモンは金銭や富を指すセム語である」と説明している。国際児童聖書は「あなたがたは神とお金に同時に仕えることはできません」という言い回しを使っている。

## 擬人化
「19なんぢら己がために財寶を地に積むな、ここは蟲と錆とが損ひ、盗人うがちて盗むなり。20なんぢら己がために財寶を天に積め、かしこは蟲と錆とが損はず、盗人うがちて盗まぬなり。21なんぢの財寶のある所には、なんぢの心もあるべし。……24人は二人の主に兼ね事ふること能はず、或はこれを憎み彼を愛し、或はこれに親しみ彼を輕しむべければなり。汝ら神と富とに兼ね事ふること能はず。」— マタイ傳福音書 6:19-21, 24

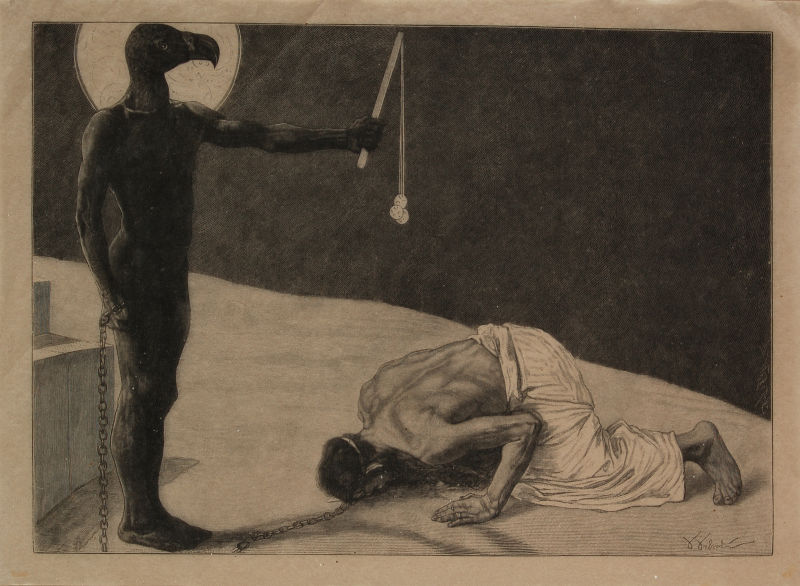
サシャ・シュナイダー「金銭とその奴隷」（1896年頃）

マモンの語は新約聖書のルカ16:13とマタイ6:24に共通して現れる一文の中で使われており、ルカ16:9とルカ16:11にも出てくるが、これらは富の意であると解されるのみならず、富を主なる神と対比することによって擬人化しているとも捉えられる（解釈上の問題であり、福音書の作者らの意図は明らかでない）。
〈マモン〉への早期の言及は、福音書における擬人化的解釈に端を発しているようである。例えば、『使徒戒規』では "De solo Mammona cogitant, quorum Deus est sacculus"（彼らはマモンのことだけを考えている。彼らの神は財布である）、ヒッポのアウグスティヌスは、『主の山上のことば』において "Lucrum Punice Mammon dicitur"（フェニキア人たちは富をマモンと呼ぶ） としている。ニュッサのグレゴリウスも、〈マモン〉はベルゼブブの別名であると断じた。
中世において、〈マモン〉は一般に富の悪霊として擬人化された。ゆえにペトルス・ロンバルドゥス (II, dist. 6) はこう述べた。「富は悪霊の名で呼ばれる。すなわち〈マモン〉である。というのも〈マモン〉は悪霊の名であり、シリア語に従って富がその名を以て呼ばれるのである。」 ピアズ・プローマンも〈マモン〉を神格とみなしている。リュラのニコラスは（ルカによる福音書の一節を解説して） "Mammon est nomen daemonis" （〈マモン〉ハ悪霊ノ名ナリ）と述べた。
アルバート・バーンズは「新約聖書への注解」の中で、〈マモン〉は、ギリシア人の神プルートスに似た、富の神として崇拝された偶像神を指すシリア語だと述べているが、その典拠は示さなかった。しかし、そのような名のシリアの神の存在を跡付けることはできず、マモンの名を邪神とするありふれた文学的同定は、おそらくはエドマンド・スペンサーの『妖精の女王』に端を発している。同書では〈マモン〉は富の洞窟の監視役として登場するのである。ジョン・ミルトンの『失楽園』は、地上的富に至上の価値を置く一人の堕天使を描いている。コラン・ド・プランシーは『地獄の辞典』の「地獄の宮廷」の記事の中で、〈マモン〉を地獄の駐英大使とした。トーマス・カーライルの著書『過去と現在』においては「マモニズムの福音」は近代の物質主義精神の比喩的擬人化にすぎないものとなった。

## 悪魔としてのマモン

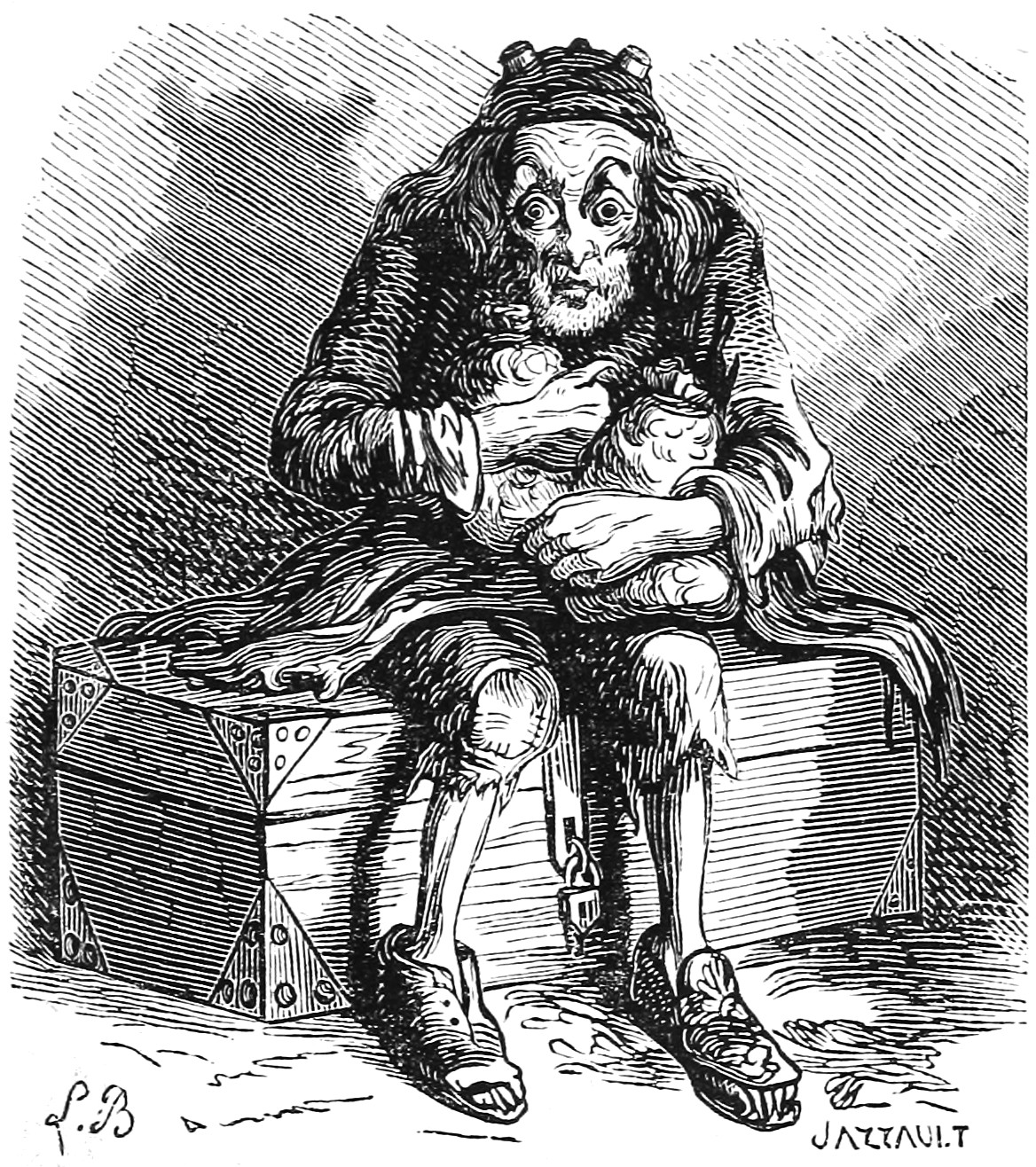
マモン　コラン・ド・プランシー『地獄の辞典』より

元来、Mammon は「富・財」を意味するシリア語にすぎなかった。これが悪魔学において金銭の悪魔として定着したのは、『マタイによる福音書』の「汝ら神と富とに兼ね事ふること能はず」（6:24）の解釈に由来する。
ドイツのイエズス会士、ペーター・ビンスフェルトは著書『魔女と悪人の告白について』（1589年）において、キリスト教の「七つの大罪」を司る七つの悪霊のリストを示した。その中でビンスフェルトは、マモンを「強欲」を司る悪霊とした。ネッテスハイムのコルネリウス・アグリッパは、1533年に出版された三部作『隠秘哲学論』の巻3第18章「悪霊の階級、その堕落とさまざまな性質について」の中で、マモンについて次のように述べた（この箇所は1801年に出版されたフランシス・バーレット『秘術師』にも引用されている）。
さらに、〔人を〕誘惑する者、陥れる者たちは最下位〔悪霊の第9位〕にあり、そのひとつはあらゆる人間に現臨している。ゆえに我々はそれを悪しきゲニウス〔悪霊〕と呼び、その君主は貪欲と解釈されるところのマモンである。

### フレッド・ゲティングズの説
イギリスの美術史家フレッド・ゲティングズは、著書『悪魔の事典』の中で、グリモワール等にみられる悪魔の名であるマイモン (Maymon) をマモンの転訛した名の一つに挙げ、悪魔アマイモン (Amaimon) の別名にもマイモンを挙げている。ただし、アマイモンはシリア語のマモンが変じたものだという説があることに言及しながらも、アマイモンという名はマモンよりもむしろエジプトの神アモンに由来するのではないか、とゲティングズは推測している（「マモン」の項）。
同書の序文には、16世紀のグリモワールに描かれたマイモン王 (Maymon Rex) の図像が掲載されており、その図像ではマイモンは鳥の双頭を持った黒い悪魔として表現されている。ゲティングズは、マイモンは鳥の頭をした悪魔アモン (Amon) の姿に起源があるかもしれないと指摘し（「アモン」の項）、また、前述のようにマイモンをマモンの転訛としているが、このマイモンがマモンと同一の悪魔であるとは明記していない。

### 『失楽園』における堕天使マモン
J・ミルトンの『失楽園』では、マモンは「堕天使のうち、これほどさもしい根性の持ち主もなかった」とされ、「天にあったときでさえ、彼は常に眼と心を下に……つまり、都大路に敷き詰められた財宝、足下に踏みつけられた黄金を神に見える際に懇々と沸き出でるいかなる聖なる祝福よりも遥かに賛美」していたという。さらには、地獄に落ちてなお、そこに金鉱を発見し、万魔殿を飾るためにと他の堕天使を指揮している。金銀を母なる大地から抉り出す術を人間に教えたのもマモンだという。

## その他
- ウェブブラウザである、Mozilla FirefoxやNetscape Navigatorなどで、URLとして about:mozilla を入力すると The Book of Mozilla が読める。ここではマイクロソフトのInternet Explorerをマモンとしてなぞらえている。
- 英語では拝金主義を「マモニズム」 (mammonism) と言う。

## 註
1. ↑  平凡社『世界大百科事典』「マンモン」の項。
2. ↑  ハンス・ビーダーマン 『図説 世界シンボル事典』 八坂書房、2000年、404頁（「マモン」の項）。
3. ↑  三修社『アルファ独和辞典』
4. 1 2  Hastings, James, ed.; New York, Scribners, 1908–1921, Encyclopedia of Religion and Ethics, Volume 8:374
5. ↑  Webster's Dictionary of the English Language Unabridged: Publishers International Press, New York, 1977.
6. ↑  John Parkhurst, Edition 5, 1809, Oxford University, A Greek and English lexicon to the New Testament. To this is prefixed a Greek grammar, p414 (アラム語 = カルデア語)
7. ↑  Michael Sokoloff, JHU Press, Jan 3, 2003, A Dictionary of Jewish Babylonian Aramaic of the Talmudic and Geonic Periods, p.682
8. ↑  Translation and definition "ממון", Dictionary Hebrew–English online (Modern Hebrew)
9. ↑  Howard H. Covitz, PhD, March 30, 2000, Shabbos and Proper Nouns: "When scriptural translators chose not to translate ממון (mammon), this common Babylonian-exile word for money, they effectively neutered the Galilean’s admonition against idolizing riches, against wealth-worship, by thus-making scripture resonate with proscriptions against another transgression, against the worship of strange Gods."
10. ↑  Fernandez, Miguel Perez (1999). An Introductory Grammar of Rabbinic Hebrew. Brill. p. 5. ISBN 978-90-04-10904-9
11. ↑  R. T. France, "God and Mammon" in The Evangelical Quarterly, Vol. 51 (Jan.–Mar. 1979), p. 9
12. ↑  ジョルダーノ・ベルティ 『ヴィジュアル版 天国と地獄の百科』 竹山博英・柱本元彦訳、原書房、2001年、345頁。
13. ↑  Bible – Revised Standard Version (RSV), footnotes p6 NT Mt 6:24, Melton Book Company, 1971
14. ↑  International Children's Bible p. 482 Mt 6:24 (Word Publishing, 2003)
15. ↑  “Matthew 6:24 Commentaries: "No one can serve two masters; for either he will hate the one and love the other, or he will be devoted to one and despise the other. You cannot serve God and wealth”.   Biblecommenter.com. 2014年3月20日閲覧。
16. ↑  The Catholic Encyclopedia: An International Work of Reference on the Constitution, Discipline, Doctrine, and History of the Catholic Church, C. G. Herbermann, E. A. Pace, C. B. Pallen, T. J. Shahan, and J. J. Wynne, editors, pg. 580, "Mammon" by Hugh Pope.  The Encyclopedia Press, New York, 1913.
17. ↑  Select Notes on the International Sabbath School Lessons, F. N. Peloubet, W. A. Wilde and Company, Boston, 1880.
18. ↑  コラン・ド＝プランシー 『地獄の辞典』 床鍋剛彦訳、講談社、1990年、157頁。
19. ↑  フレッド・ゲティングズ 『悪魔の事典』 大瀧啓裕訳、青土社、1992年、386-387頁。
20. ↑  ゲティングズ 『悪魔の事典』 331頁。
21. ↑  Henry Cornelius Agrippa of Nettesheim, James Freake (tr), Donald Tyson (ed), Three Books of Occult Philisophy, Llewellyn Publications, 2007, p. 510.
22. ↑  Francis Barrett, The Magus: A Complete System of Occult Philosophy, Book II, p. 47. （Samuel Weiser社による翻刻、2000年）
23. ↑  RIDER社の英語版（1988年）による（161頁）。青土社の日本語版（大瀧啓裕訳、1992年）ではこの箇所はマイモンではなくアマイモンとなっている（387頁）。